# Rota 1 (Islândia)

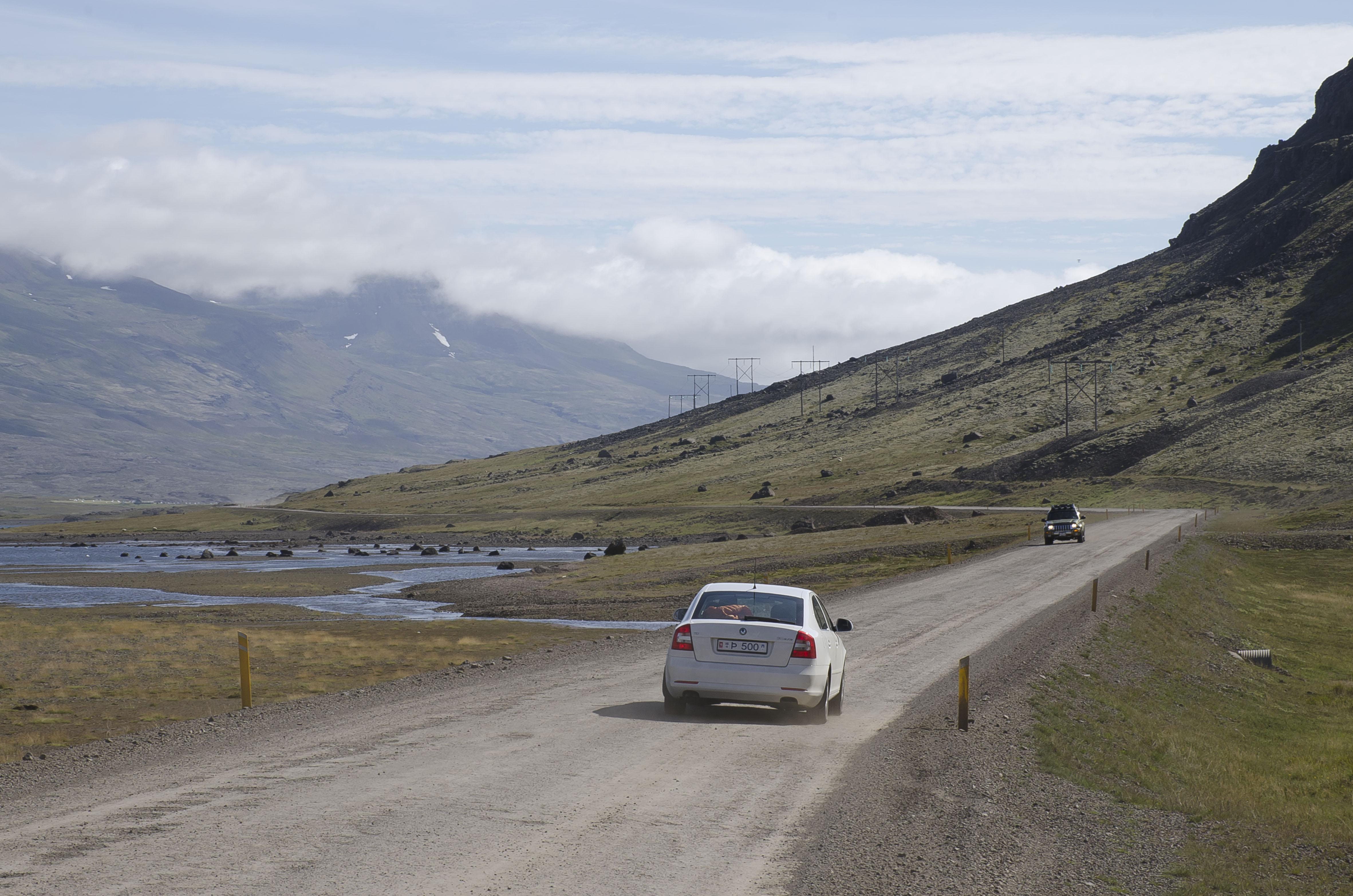
Trecho não-pavimentado entre Egilsstaðir e Höfn

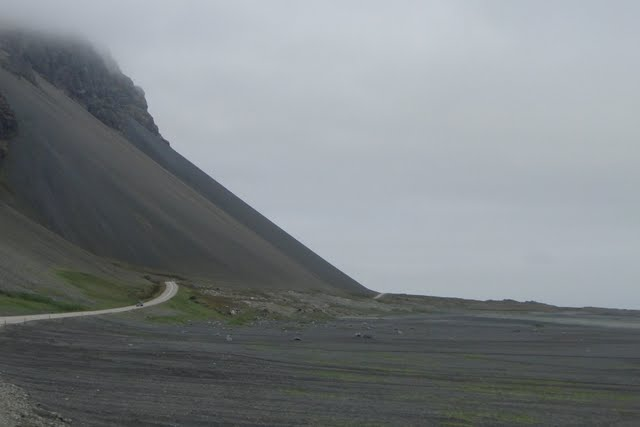
Trecho da rodovia no leste da Islândia

A Hringvegur – Rodovia nacional IS-1 (Língua islandesa: Þjóðvegur 1)-  é uma estrada periférica à volta da Islândia. Esta estrada de circunvalação tem 1 339 km de extensão, é considerada a maior rodovia do país, e liga as principais zonas habitadas da ilha incluindo a capital Reykjavik e vilas. A estrada também atravessa vários locais turísticos naturais como Skógafoss e Goðafoss.

## Cidades
Lista de cidades que são ligadas pela Þjóðvegur 1:

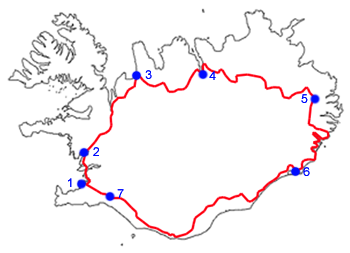
A Estrada Hringvegur
1- Reykjavík
2- Borgarnes
3- Blönduós
4- Akureyri
5- Egilsstaðir
6- Höfn í Hornafirði
7- Selfoss

- Reykjavík
- Mosfellsbær
- Borgarnes
- Bifröst
- Blönduós
- Varmahlíð
- Akureyri
- Reykjahlíð
- Egilsstaðir
- Reyðarfjörður
- Eskifjörður
- Fáskrúðsfjörður
- Stöðvarfjörður
- Breiðdalsvík
- Djúpivogur
- Höfn
- Kirkjubæjarklaustur
- Vík í Mýrdal (Vík)
- Skógar
- Hvolsvöllur
- Hella
- Selfoss
- Hveragerði

## Resumo histórico
Fonte:

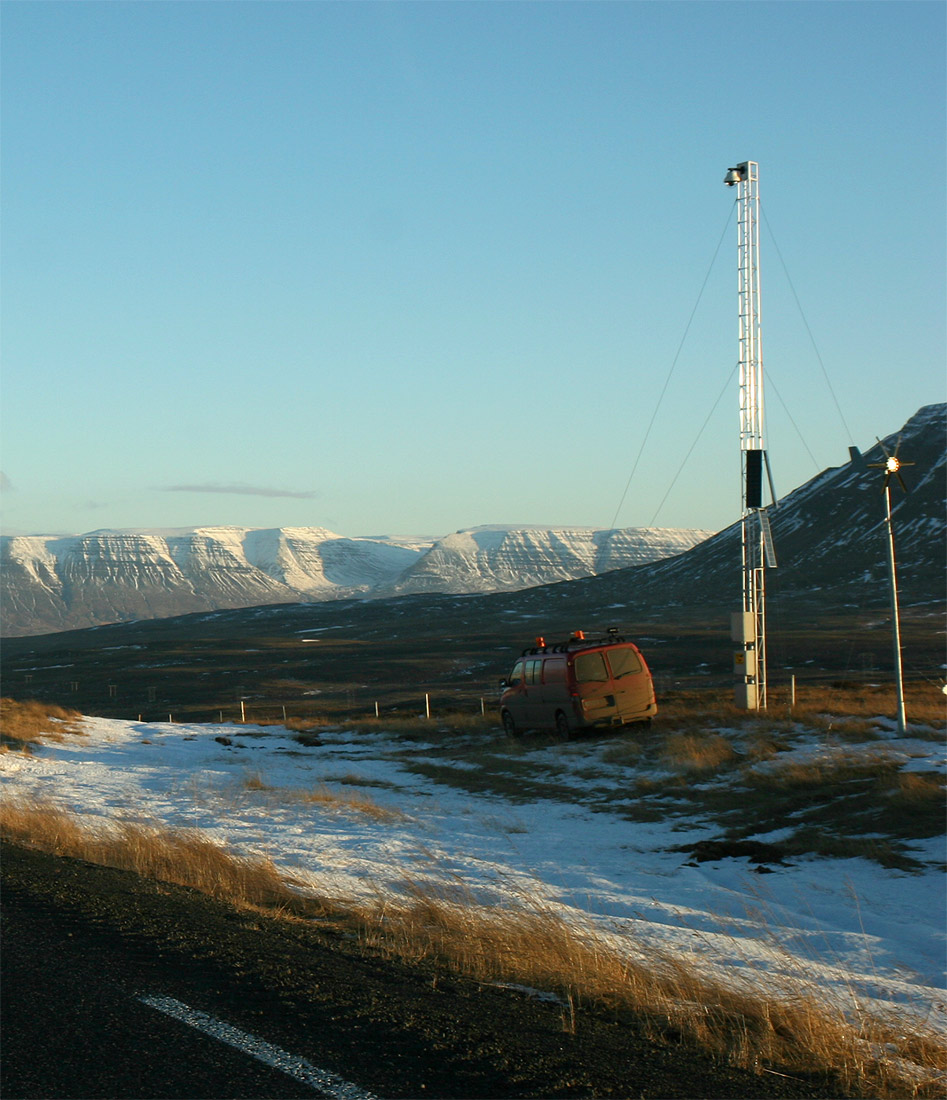
As condições são monitorizadas em tempo real por um sistema de estações meteorológicas e webcams, tais como esta estação em Vatnsskarð, no norte da Islândia.

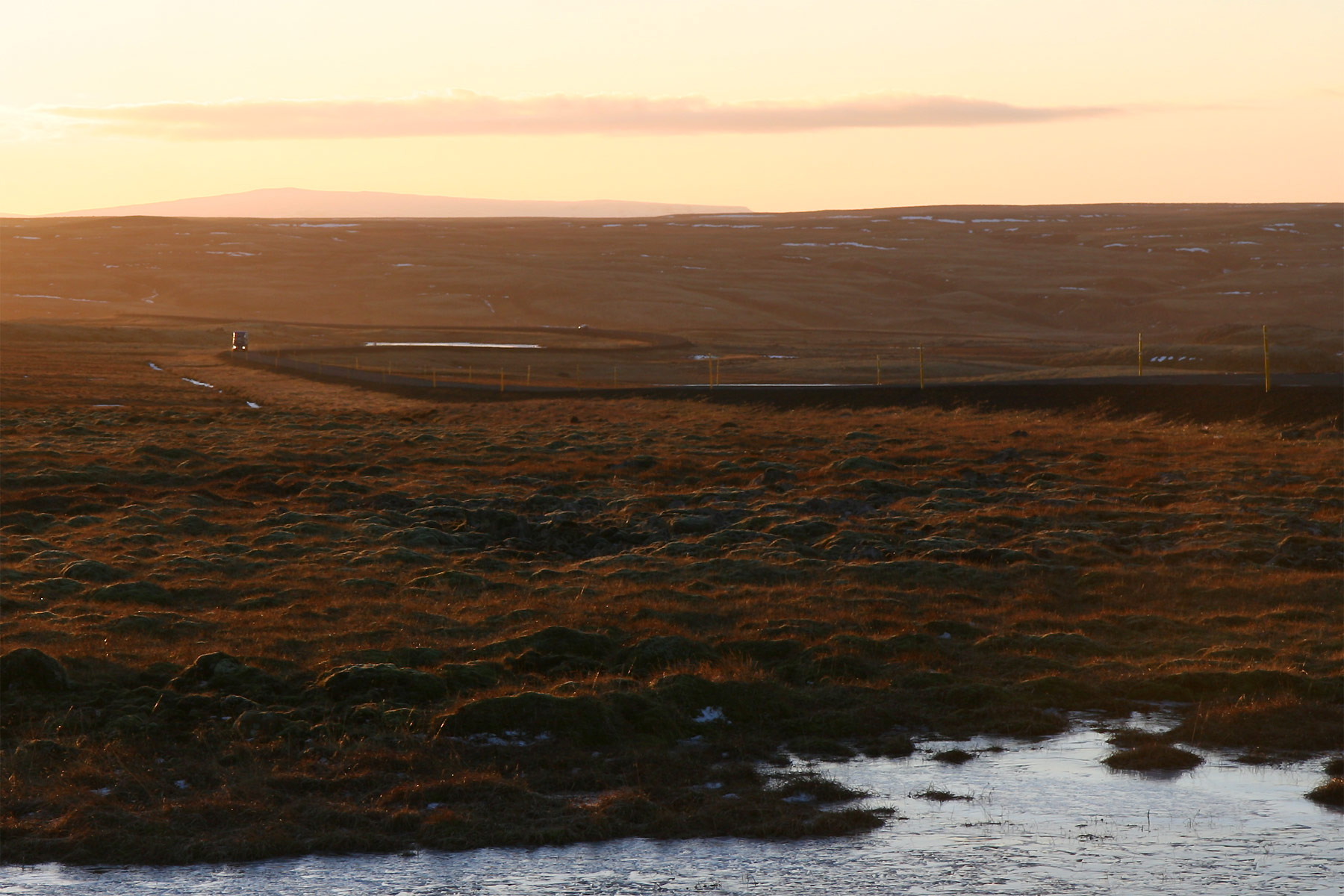
O sul da Þjóðvegur 1 em Holtavörðuheiði entre Bifrost e Brú. Novembro de 2007

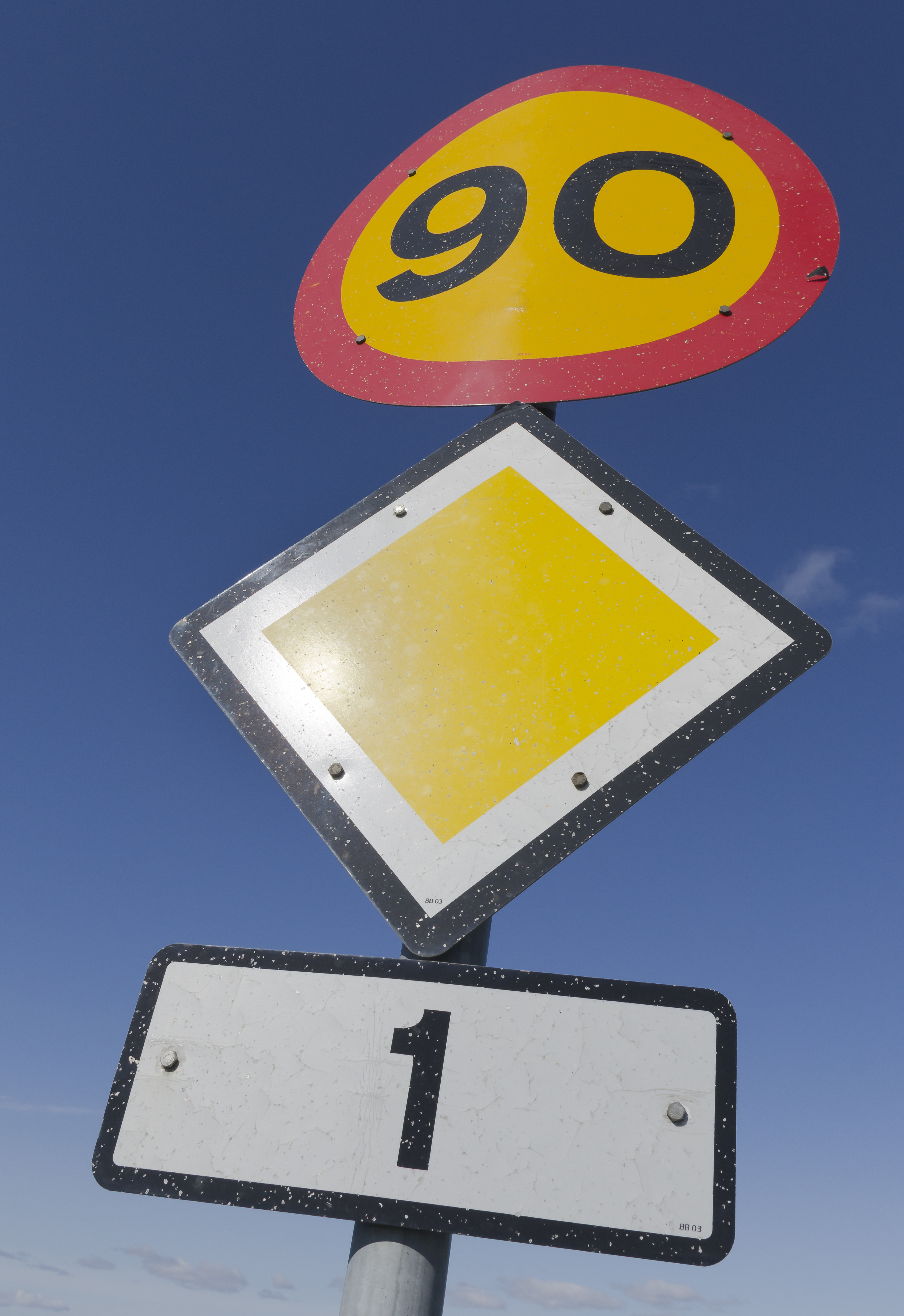
Placa da Þjóðvegur 1

- 1928: A ponte sobre Hvítá em Borgarfjördur próximo de Hvítárvellir foi construída. Posteriormente substituído com a introdução de Borgarfjarðarbrú.
- 1930-1940: A estrada para Hvalfjörður foi fechada . Isso estabeleceu uma conexão rodoviária entre Reykjavík e Akureyri.
- 1933: A velha ponte Markarfljót é construída. Posteriormente substituída por uma nova ponte.
- 1945-1946: O atual Ölfusárbrú é construído após a desistência do primeiro.
- 1947: A ponte sobre o Rio Jökulsá á Fjöllum próximo de Grímsstaðir é colocada em uso. Isso encurta a rota entre o Norte e o Leste, mas antes disso você tinha que passar por Öxarfjörður .
- 1949-1950: A velha ponte sobre Þjórsá foi construída e substituiu a primeira Þjórsárbrún. Posteriormente substituída por uma nova ponte.
- 1952: É construída a ponte sobre Jökulsá em Lón.
- 1958: É construído o atual Lagarfljótsbrú.
- 1961: A ponte sobre Hornafjarðarfljót é construída.
- 1962: É construído o atual Blöndubrú em Blönduós.
- 1967: Construída a ponte sobre Jökulsá em Breiðamerkursandur.
- 1967: É construída a atual ponte sobre Jökulsá em Sólheimasandur.
- 1967: A ponte sobre Eldvatn próximo de Ásir foi construída após o colapso da primeira. Posteriormente substituído com a introdução de Kúðafljótsbrú.
- 1968: É construída a atual ponte sobre Fnjóská próximo de Nes. Ela substituiu a velha ponte Fnjóskár de 1908.
- 1972: Uma nova estrada entre Reykjavík e Selfoss foi concluída e pavimentada. Ainda está praticamente inalterado.
- 1972: É construída a atual ponte sobre Skjálfandafljót próximo de Fosshóll. Ela substituiu a velha ponte que ainda existe.
- 1974: A estrada sobre Skeiðarársandur e, portanto, a última parte do Anel Viário foi concluída. As pontes foram construídas em Skeiðará, Sandgígjukvísl e Núpsvötn, todas consideradas entre as cinco maiores pontes do país.
- 1979-1980: Concluída a construção da Borgarfjarðarbrún, a segunda maior ponte do país. Ela substituiu a estrada em torno de Hvanneyri e Hvítárvellir.
- 1980: A pavimentação entre Selfoss e Hvolsvöllur foi concluída .
- 1981: Construída a atual ponte sobre Héraðsvötn. Ela substituiu uma ponte mais velha em Grundarstokkur.
- 1983-1986: A estrada através de Víkurskarð é colocada em uso. Ele substituiu a estrada por Vaðlaheiði.
- 1986: Uma nova estrada através da lama no fundo de Eyjafjörður é aberta. Substituiu três pontes mais antigas que ficavam dentro do Aeroporto de Akureyri.
- 1988: Abertura de uma nova e melhor estrada sobre Mýrdalssandur. Substituída uma estrada que ficava sob Hafursey.
- Por volta de 1990: Foi concluída a pavimentação da estrada em frente a Hvalfjörður e, portanto, entre Reykjavík e Borgarnes.
- 1990: É construída uma nova ponte sobre Múlakvísl. Ela decolou mais tarde em uma geleira em 2011.
- 1991-1992: A ponte atual sobre o Markarfljót é colocada em uso. Substituiu a ponte velha de 1933 e encurtou um pouco a rota entre Hvolsvöllur e Vík em Mýrdalsjökull. Com este projeto, um pavimento fixo foi estabelecido entre Hvolsvöllur e Vík em Mýrdal.
- 1993: É construída a ponte sobre Kúðafljót. Encurtou um pouco a rota entre Vík em Mýrdalur e Kirkjubæjarklaustur.
- 1994: A ponte atual em Jökulsá á Dal foi construída e substituiu uma ponte velha e uma estrada com curvas acentuadas.
- 1994-1995: Concluída a pavimentação dos últimos trechos entre Reykjavík e Akureyri.
- 1996: Uma grande geleira em Skeiðarársandur decolou da ponte sobre Sandgígjukvísl, danificou Skeiðarárbrún e também uma grande parte da estrada sobre Skeiðarársandur.
- 1996-1998: O túnel de Hvalfjörður foi cavado e inaugurado em 1998. Ele substituiu a antiga estrada de Hvalfjörður. Eles foram os primeiros túneis no anel viário e também o primeiro túnel subaquático na Islândia.
- 1998: Uma nova ponte sobre Sandgígjukvísl é colocada em uso no lugar da que funcionou na corrida de 1996.
- 1999-2000: A última seção entre Vík em Mýrdalur e Hafnar em Hornafjörður é pavimentada.
- 2000: Uma nova estrada foi construída a alguma distância de Grímsstaðir á Fjöllum, o que encurtou um pouco o Anel Viário.
- 2000: Uma nova estrada via Háreksstaðaleið foi colocada em uso em vez da estrada através de Möðrudalsfjallgarður. Esta era uma boa rota entre o Norte e o Leste durante todo o ano.
- 2003: O atual Þjórsárbrú foi construído e substituído pela ponte de 1949/1950. A estrada é encurtada ligeiramente.
- 2004-2005: Túnel sob Almannaskarð escavado e inaugurado em 2005. Eles substituíram a estrada ao redor de Almannaskarð e, portanto, a encosta mais íngreme em Hringvegur que tinha uma inclinação de 16,5%.
- 2004-2008: Vesturlandsvegur de Reykjavík até Mosfellsbaer alargado de duas pistas para quatro. Vários cruzamentos divergentes foram erguidos em um momento semelhante.
- 2005: Uma nova estrada de três faixas através de Svínahraun e um novo entroncamento em Þrengslaveg colocados em uso.
- 2007: Uma nova estrada através de Norðurárdalur em Skagafjörður é colocada em uso, que substitui quatro pontes de vão único.
- 2007-2008: A estrada através de Arnórsstaðamúli foi reconstruída e pavimentada. Isso criou uma estrada pavimentada entre Akureyri e Egilsstaðir.
- 2008: Nova estrada e ponte sobre Hrútafjarðarbotn construídas. Substituíram a ponte de vão único e a velha ponte sobre Hrútafjarðará por Brú . Nova Staðarskáli construída devido às mudanças.
- 2008: Estrada melhorada em torno de Stafholtstungur e Norðurárdalur colocada em uso, mas antes das melhorias era uma das seções mais perigosas do Anel Viário.
- 2010-2011: A estrada através de Sandskeið é alargada de duas para quatro faixas.
- 2011: A ponte sobre Múlakvísl decolou em uma corrida glacial. Uma ponte provisória foi construída cerca de 100 horas depois que a ponte decolou.
- 2013-2015: A estrada através de Hellisheidi foi alargada para três faixas.
- 2013-2018: túnel Vaðlaheiðar enterrado.
- 2014: Uma nova ponte sobre Múlakvísl é construída para substituir a que decolou em 2011.
- 2016-2017: Nova ponte sobre Morsá construída. Substituiu Skeiðarárbrún, que agora está quase todo seco e pobre e precisa de manutenção.
- 2017: O anel rodoviário foi transferida a partir do caminho de cascalho em Breiðdalsheiði e sobre a Suðurfjörður e a estrada através Fagradalur, mas eles foram pavimentados.
- 2018: túnel Vaðlaheiðar aberto. Eles substituíram a estrada através de Víkurskarð.
- 2019: A seção de pavimentação de Berufjarðarbotn foi concluída . Assim, o último trecho do Anel Viário foi asfaltado e foi possível percorrer todo o círculo sem encontrar um trecho de cascalho, 45 anos após o fechamento do círculo com a inauguração de Skeiðarárbrúr e da via de Skeiðarársandur.
- 2019-2023: A estrada entre Hveragerði e Selfoss foi alargada para três faixas.

## Características

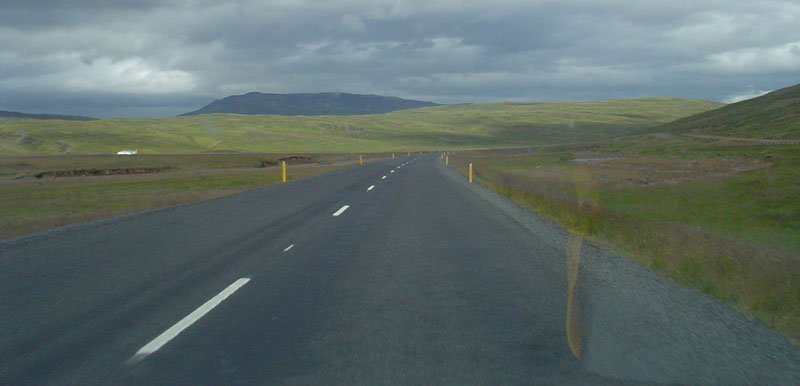
A estrada Þjóðvegur 1 na proximidade de Borgarfjörður.

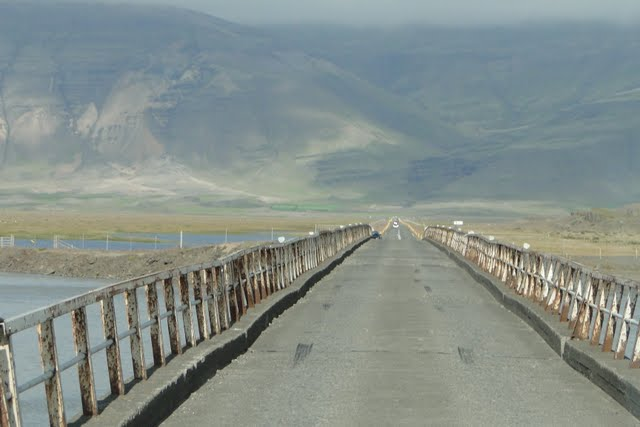
Ponte de pista única no sul da Islândia

A Þjóðvegur é pavimentada em todo o seu comprimento e tem na sua maioria duas faixas de largura: uma faixa de rodagem em cada direção. A Administração Rodoviária Islandesa, Vegagerðin, supervisiona a manutenção e o funcionamento da Estrada do Anel. A estrada é geralmente de boa qualidade, os recentes projetos de melhoramento de estradas melhoraram consideravelmente a segurança. No entanto, a estrada ainda tem riscos, passando por muitas passagens de montanha de maior altitude em todas as partes do país, que podem ter declives íngremes e curvas acentuadas, bem como curvas cegas e cumes e pontes de uma só faixa, especialmente no leste mais rural do país. Ao conduzir no Inverno é necessário tomar precauções especiais e verificar previamente as condições de condução com a Administração Rodoviária Islandesa para garantir que a estrada é passável.

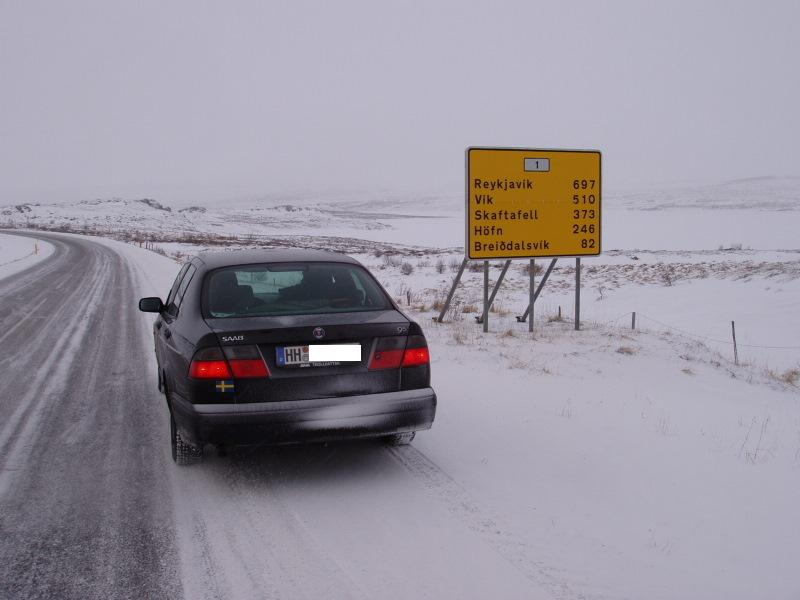
Placa de indicação de distância entre o trecho e as cidades citadas, esse trecho é próximo de Egilsstaðir

O limite de velocidade é de 90 km/h em partes abertas; 70 km/h em túneis e 50 km/h através de áreas urbanas. Alguns radares de trânsito operam em estradas nos arredores de Reykjavík e em todos os túneis.
Nos últimos anos, devido ao aumento do tráfego e às exigências de maior segurança rodoviária, foram feitas muitas grandes melhorias tanto na capacidade como na segurança da estrada circular. No canto sudoeste do país, próximo de Reykjavík, entre as maiores cidades de Borgarnes e Selfoss, a estrada é agora na sua maioria uma auto-estrada de acesso parcialmente controlada com 2+1 faixas, normalmente dividida por uma barreira e tem três ou quatro faixas de tráfego. Aos níveis de tráfego atuais, as estradas de 2+1 faixas de rodagem proporcionam requisitos de segurança e tráfego semelhantes aos de uma via rápida regular de 2 faixas de rodagem, e podem ser melhoradas quando o tráfego o exige. O túnel Vaðlaheiðargöng de 7,4 km de comprimento próximo de Akureyri, no norte do país, encurtou o percurso em 16 km e melhorou a segurança no Inverno, contornando uma estrada de montanha.

### Pontes de faixa única
Em mais zonas rurais do país, principalmente nas planícies glaciares do sul e nos Fiordes Orientais, existem 32 pontes de uma só faixa na  Þjóðvegur 1. Datadas da construção original da estrada nos anos 70, são por vezes construídas em madeira ou aço. Os veículos que se aproximam da ponte têm primeiro o direito de passagem. Estes são frequentemente estreitos e longos, dificultando a passagem, especialmente quando há muito tráfego.
Os não-locais, ignorando as regras das pontes de via única, acabaram em colisões frontais e graves utilizando estas pontes. Considerada uma importante questão de segurança, a Administração Rodoviária Islandesa pretendia reconstruir/atualizar todas as pontes na estrada circular para as modernas normas de 2 faixas de rodagem. As pontes de uma via foram reduzidas de cerca de 60 em 2010, para 32 em 2020. Nos próximos 5 anos, mais 14 pontes de uma via deverão ser reconstruídas, na sua maioria ao longo da costa sul.

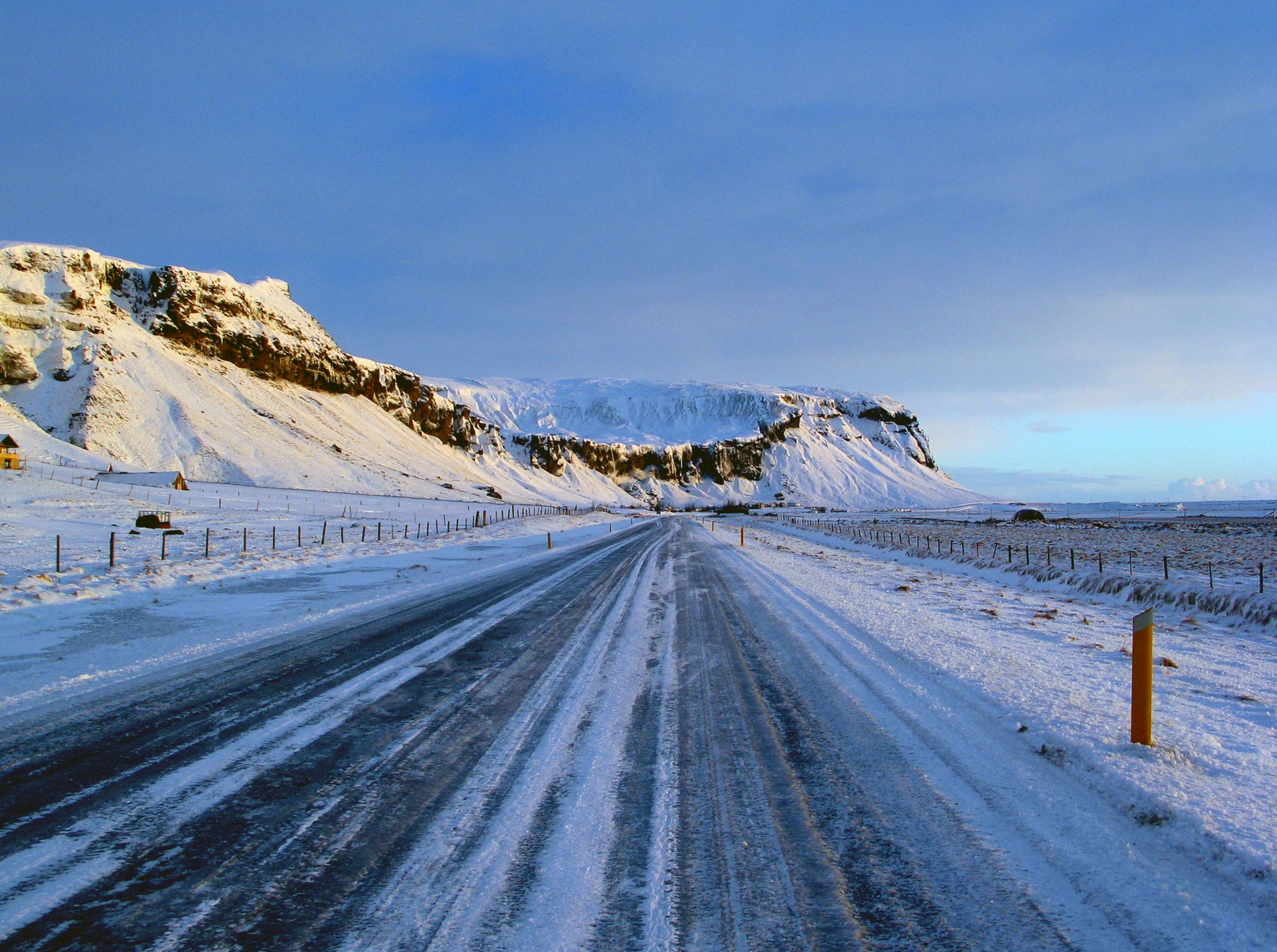
Um trecho cheio de neve da Þjóðvegur 1 entre Vík í Mýrdal e Höfn

### Condução no inverno

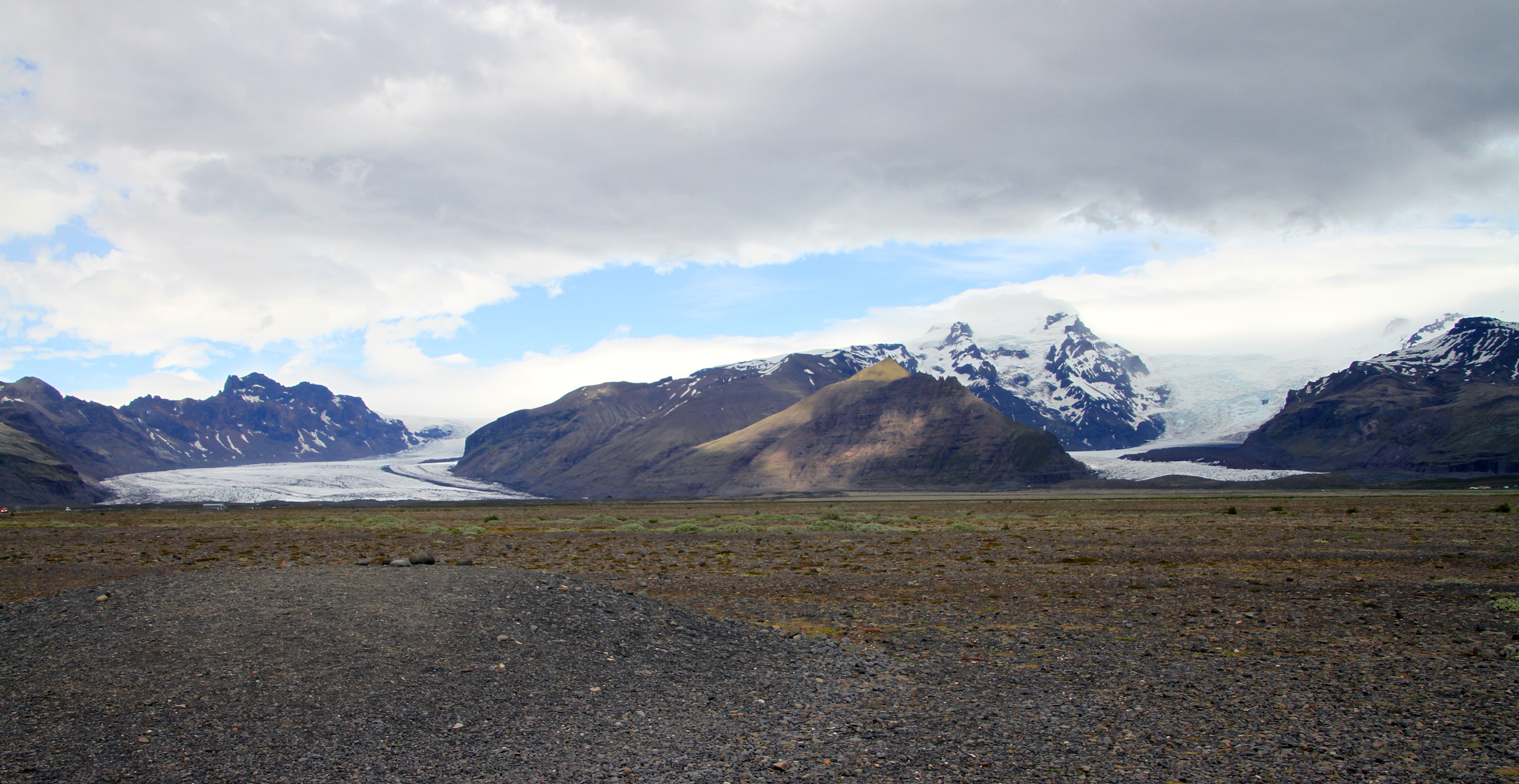
Skeiðarársandur

A Þjóðvegur 1 tem a maior prioridade para remoção de neve da Administração Rodoviária Islandesa e é servida 7 dias por semana durante o Inverno, com as equipas a manterem a estrada aberta à medida que as condições meteorológicas o permitem. As condições são monitorizadas 24 horas por dia, 7 dias por semana, e transmitidas ao público através do seu website e da linha telefônica de ajuda. Durante o tempo extremo pode levar horas até o tempo acalmar para abrir a estrada, ou para as equipas de manutenção limparem a estrada de neve após grandes nevões.
Alguns grandes desfiladeiros de montanha propensos ao encerramento em zonas de tráfego intenso da estrada circular:
- Hellisheiði, entre Reykjavík e Hveragerði
- Holtavörðuheði, entre Borganes e Staðarskáli (na rota Reykjavík para Akureyri)
- Vatnsskarð, entre Blönduós e Varmahlíð (na rota Reykjavík para Akureyri)
- Öxnadalsheiði, entre Varmahlíð e Akureyri (na rota Reykjavík para Akureyri)
- Biskupsháls, entre Akureyri e Egilsstaðir

Os encerramentos de Inverno costumavam ser mais comuns no passado. Nos últimos anos, novos túneis como os de 7,4 km de comprimento Vaðlaheiðargöng próximo de Akureyri no norte, reduziram a necessidade de fechar a estrada devido à neve. Antes do reencaminhamento, o percurso entre Breiðdalsvík e Egilsstaðir. (sobre o planalto Breiðdalsheiði) no leste era frequentemente fechado no Inverno. A estrada foi reaberta em novembro de 2017, agora utilizando a rota costeira algo sinuoso via Reyðarfjörður, utilizando (agora antiga) as Rotas 96 e 92 para viajar entre as cidades.

### Perigos naturais
A Þjóðvegur 1 atravessa algumas planícies glaciares, tais como Skeiðarársandur, o que dificultou a construção da estrada original nos anos 70. Além disso, a planície de Skeiðarársandur está sujeita a frequentes a Jökulhlaup durante ou após erupções no vulcão Grímsvötn próximo. Como resultado, foi necessário reconstruir pontes e outros troços de estrada sobre as planícies, nomeadamente durante a erupção de Eyjafjallajökull em 2010, quando a estrada circular foi cortada durante vários dias no sul. Estes não são considerados um risco para os viajantes diários, uma vez que as estradas são fechadas com bastante antecedência em relação a um aviso de erupção vulcânica.

### Trafego

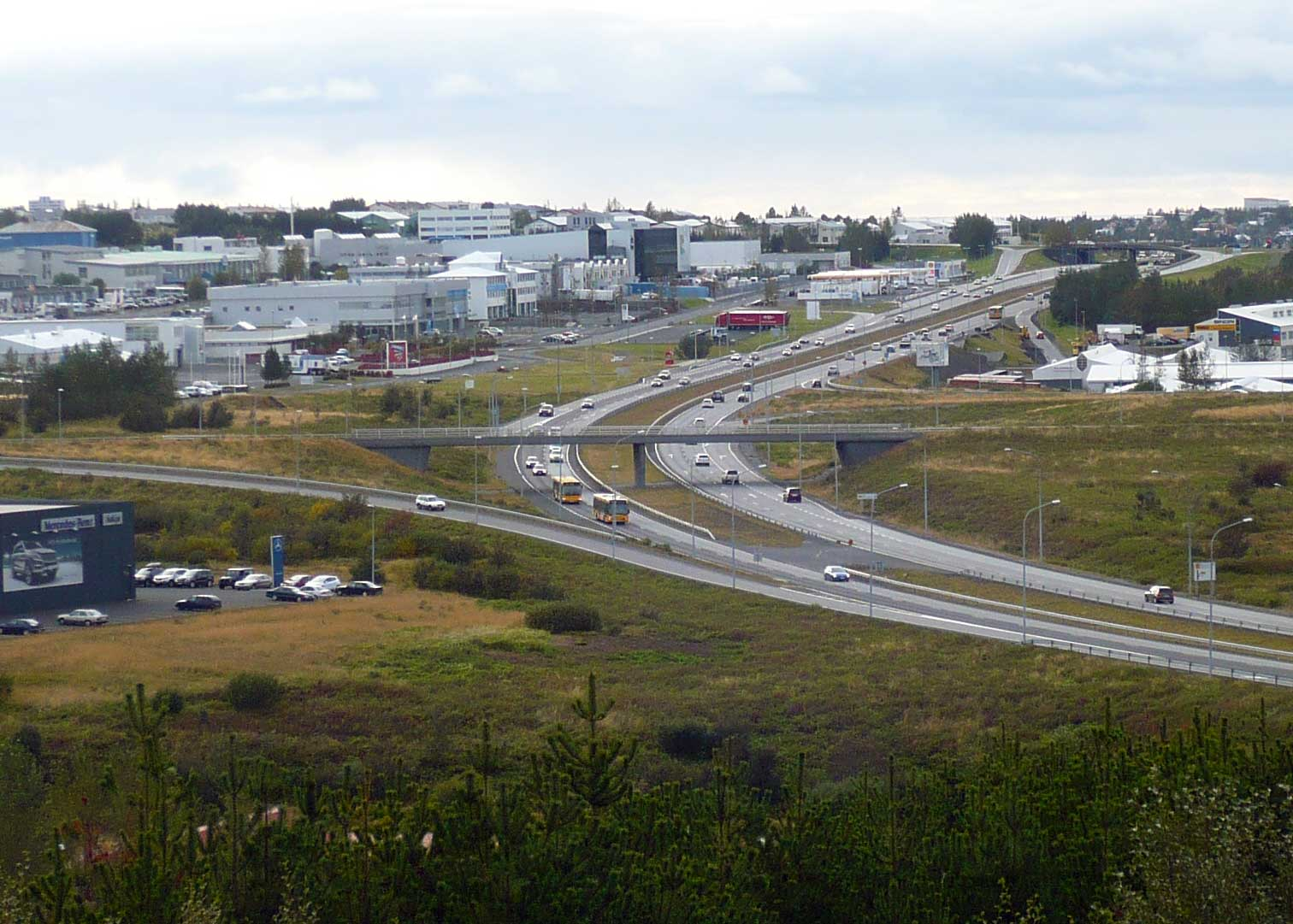
A intersecção de Suðurlandsvegur (esquerda) e Vesturlandvegur (baixa direita) em Reykjavík. Este último continua mais de 2 km a oeste (extremo), antes de se fundir com a Rota 49.

Desde a sua conclusão, a estrada circular tem registado um crescimento constante do tráfego, e registou um crescimento ainda mais rápido durante o recente aumento do número de turistas que chegaram à Islândia. O tráfego médio registado ao longo do anel viário aumentou de 57.000 veículos por dia em 2005 para mais de 90.000 veículos por dia em 2019.
A Þjóðvegur 1 é popular entre os turistas, uma vez que cobre a maior parte do país e muitos pontos de interesse estão localizados perto da rota. Há muito que tem sido um passeio popular com famílias islandesas que vão de férias de Verão, mas nos últimos anos a rota está a tornar-se mais popular entre os turistas estrangeiros que alugam um carro ou trazem o seu próprio no ferry para Seyðisfjörður.
Os níveis de tráfego na estrada variam consideravelmente entre locais: em e próximo de Reykjavík cerca de 20.000-50.000 veículos utilizam diariamente a estrada, secções rurais que servem rotas entre Reykjavik e Akureyri no oeste e Reykjavík e Vík no sul vêem volumes de tráfego de cerca de 2.000 a 5.000 veículos por dia. Os trechos mais afastados das cidades maiores, a maior parte das vezes na salgueira habitada a leste do país vêem uma média de cerca de 500 veículos por dia. 

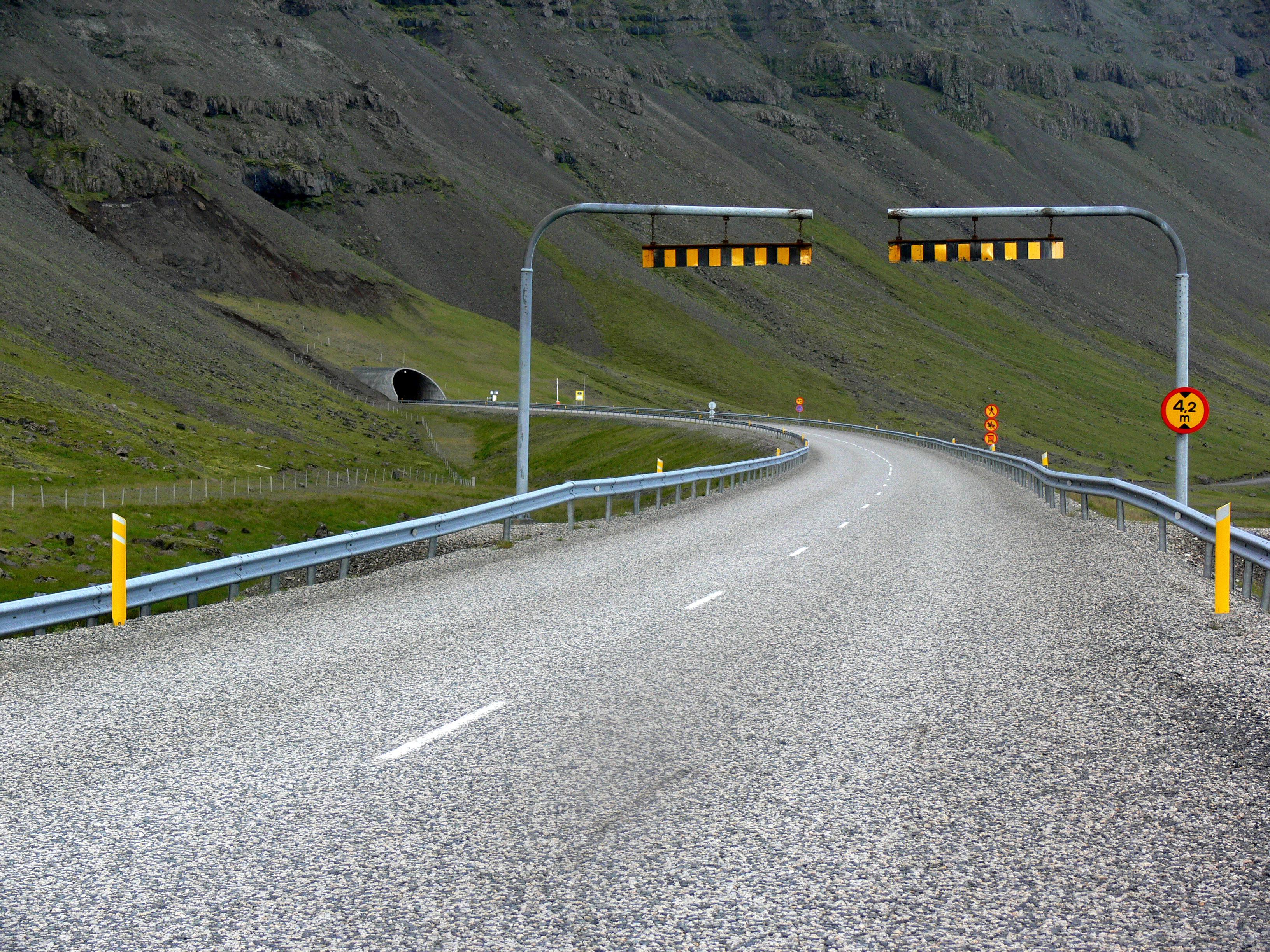
Entrada do Túnel de Almannaskarð

O tráfego na estrada circular está também sujeito a variações consideráveis entre o inverno e o verão, sendo o tráfego no Verão muitas vezes o dobro ou mais durante o Verão. Isto deve-se a um menor fluxo de tráfego turístico e agrícola, bem como ao facto de as estradas serem menos transitáveis ou mesmo fechadas durante o Inverno. O tráfego pode tornar-se consideravelmente intenso nos fins de semana durante o Verão, quando os habitantes locais se reúnem para viajar pelo país em férias, acampar e visitar casas de Verão em todo o país.
O tráfego intenso de Verão é especialmente um problema durante o verão na cidade de Selfoss, onde uma única ponte de duas faixas, Ölfusárbrú, é encaminhada através da cidade transporta na prática todo o tráfego no sul do país, um estrangulamento significativo. Está prevista a sua substituição por uma nova estrada de desvio e uma nova ponte sobre o rio Ölfus, com planos atuais vendo-o completo até 2023-2024

### Túneis
Há dois túneis importantes no Hringvegur. O Hvalfjörður é o mais longo da ilha, com mais de 5700 metros, e foi inaugurado em 1998. Ela passa sob o Hvalfjörður na região de Höfuðborgarsvæðið e liga as cidades de Mosfellsbær e Akranes. O túnel Almannaskarð está localizado no leste da Islândia, perto da cidade de Höfn na região Austurland. Foi inaugurado em 2005.

## Na cultura popular
Durante o solstício de verão de 2016, a banda islandesa Sigur Rós filmou e transmitiu em direto uma excursão de eventos televisivos Slow TV na Islândia, conduzindo ao longo de todo o percurso. O evento foi transmitido ao vivo em vídeo de 360 graus com uma banda sonora de música em constante evolução baseada em elementos da sua faixa Óveður.

## Galeria

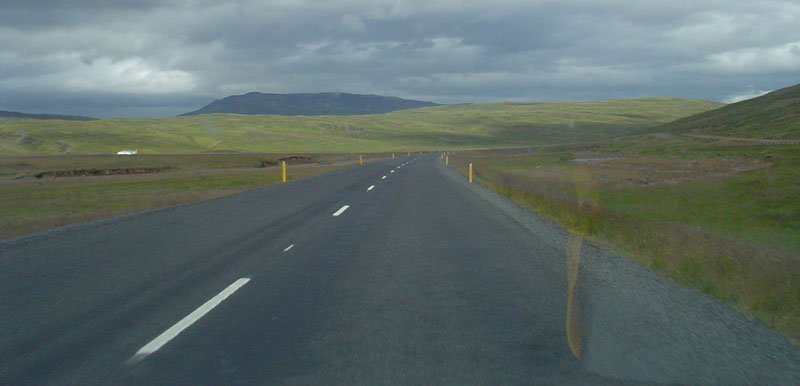
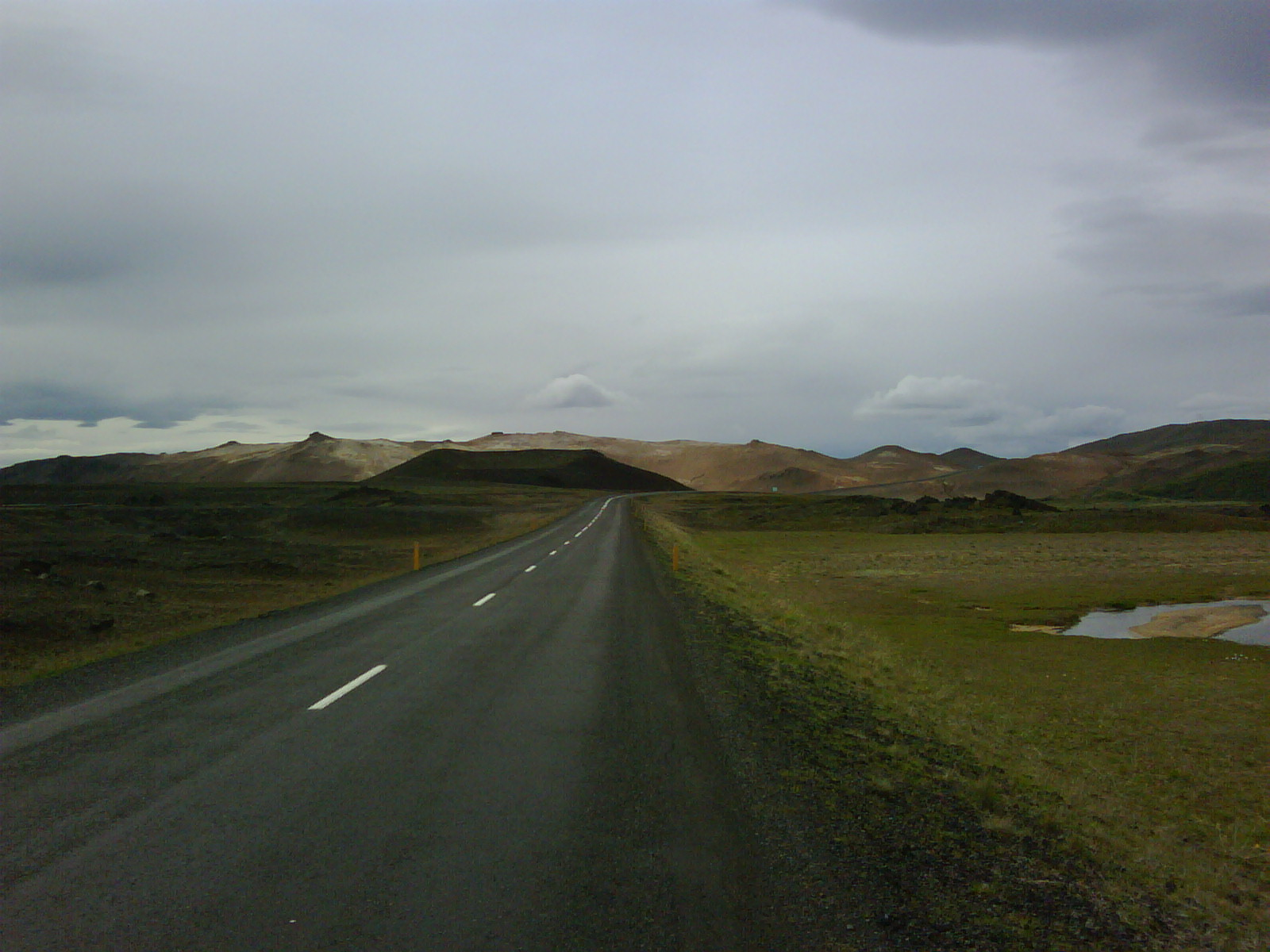
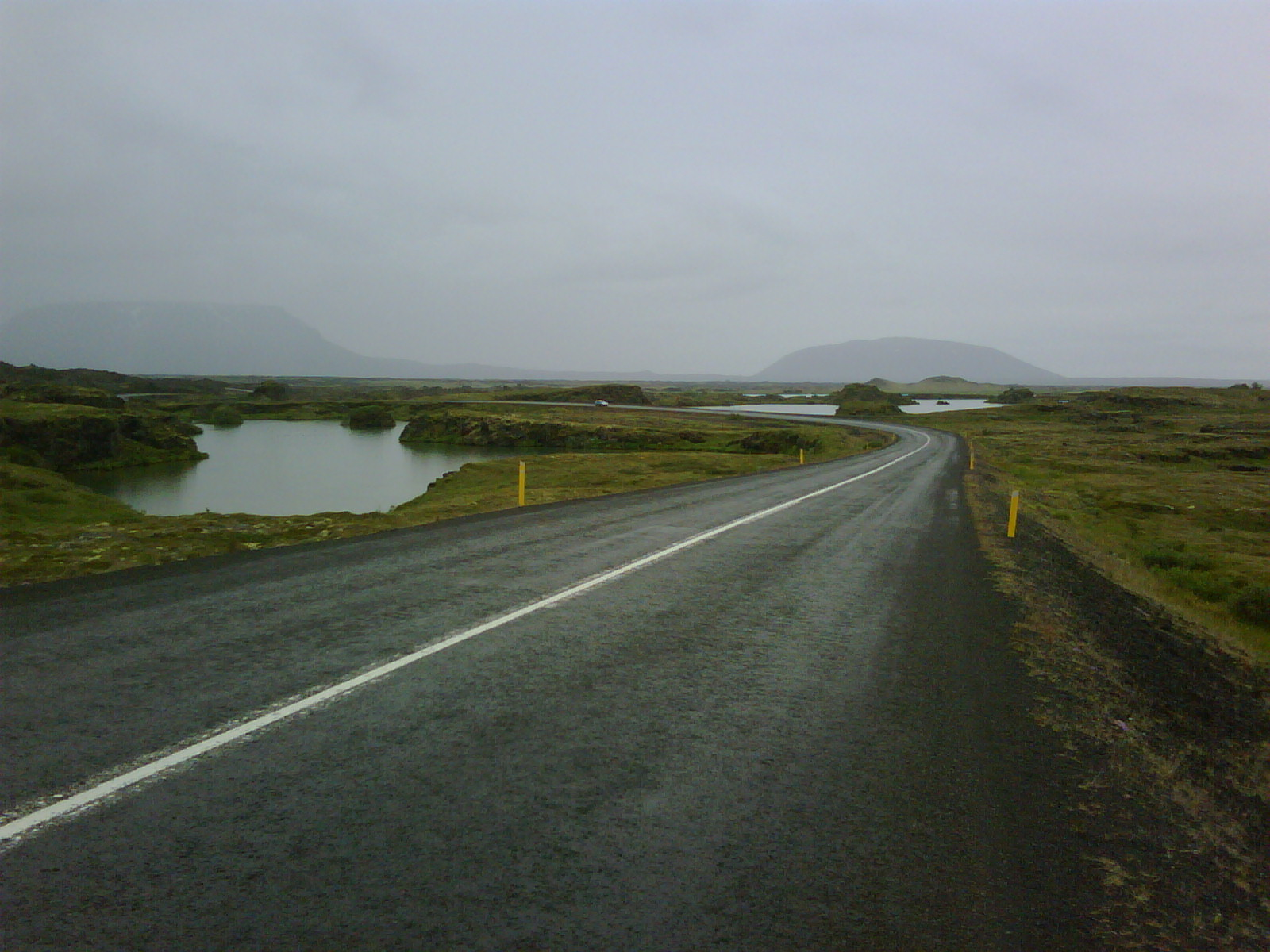
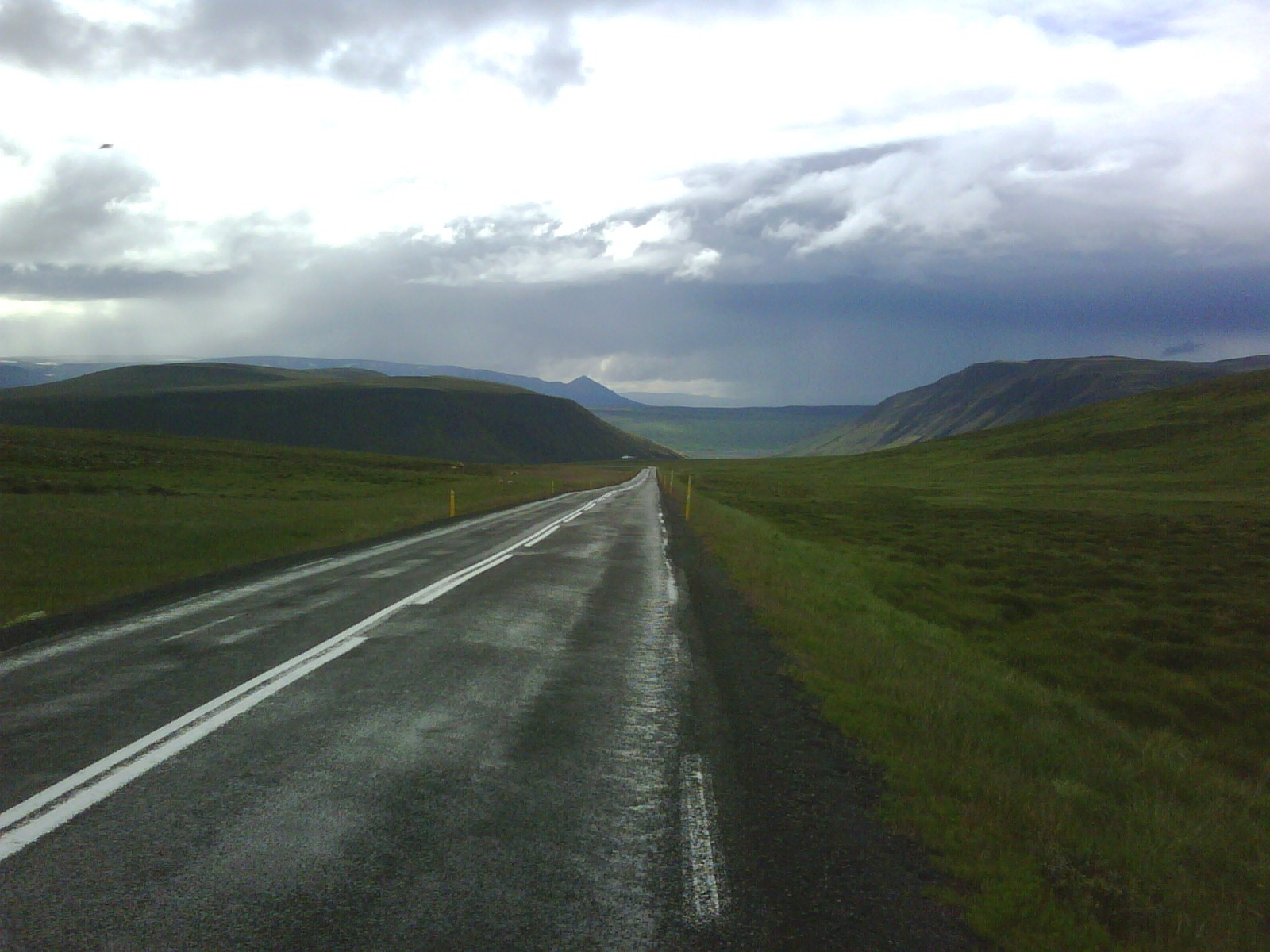
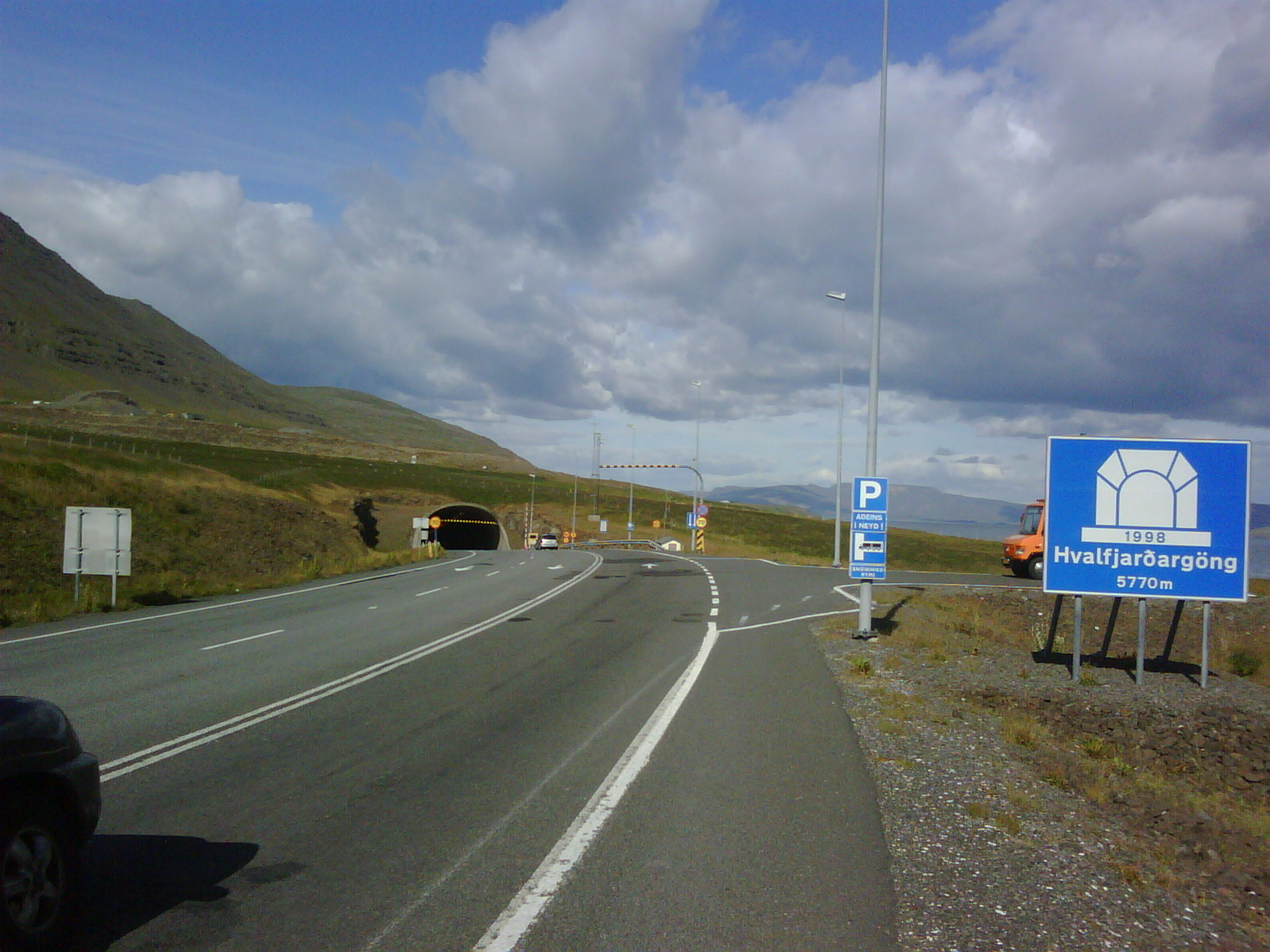
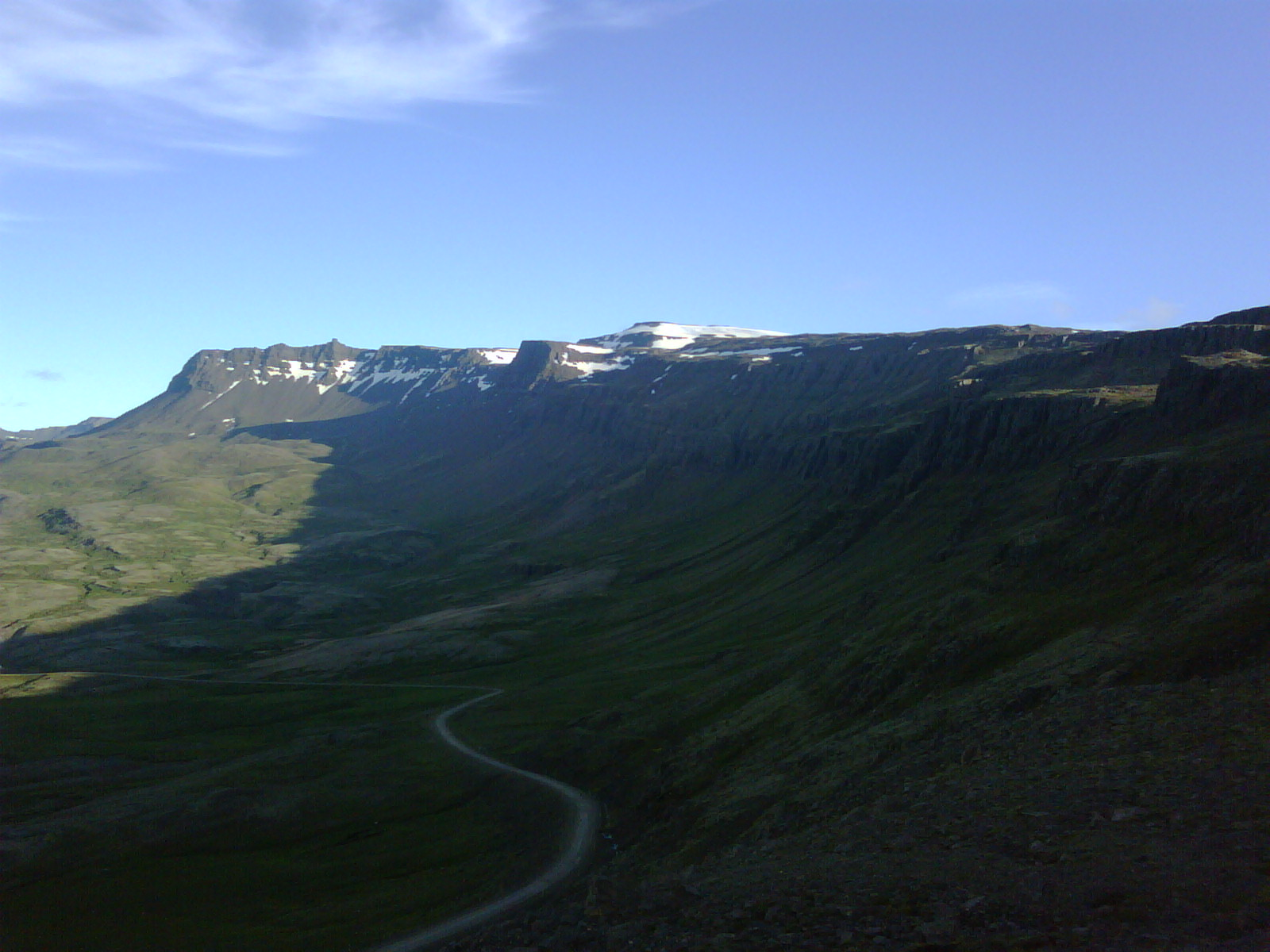
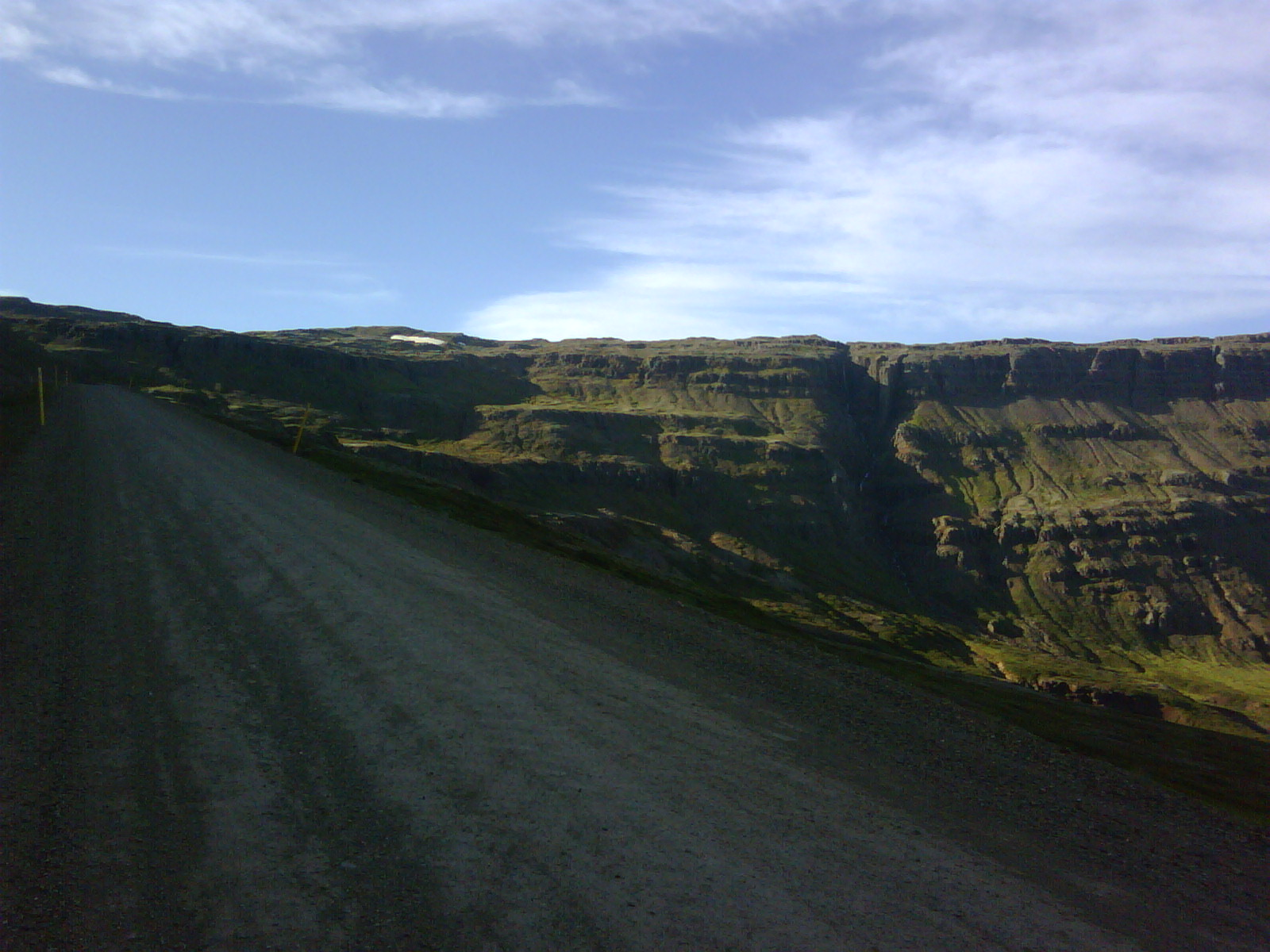
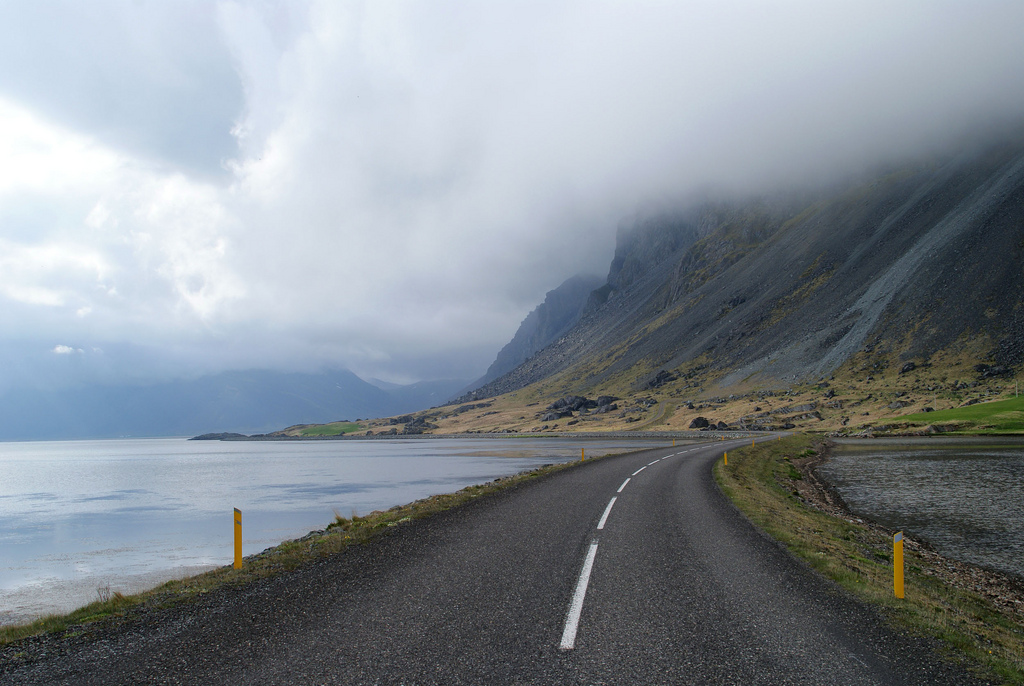
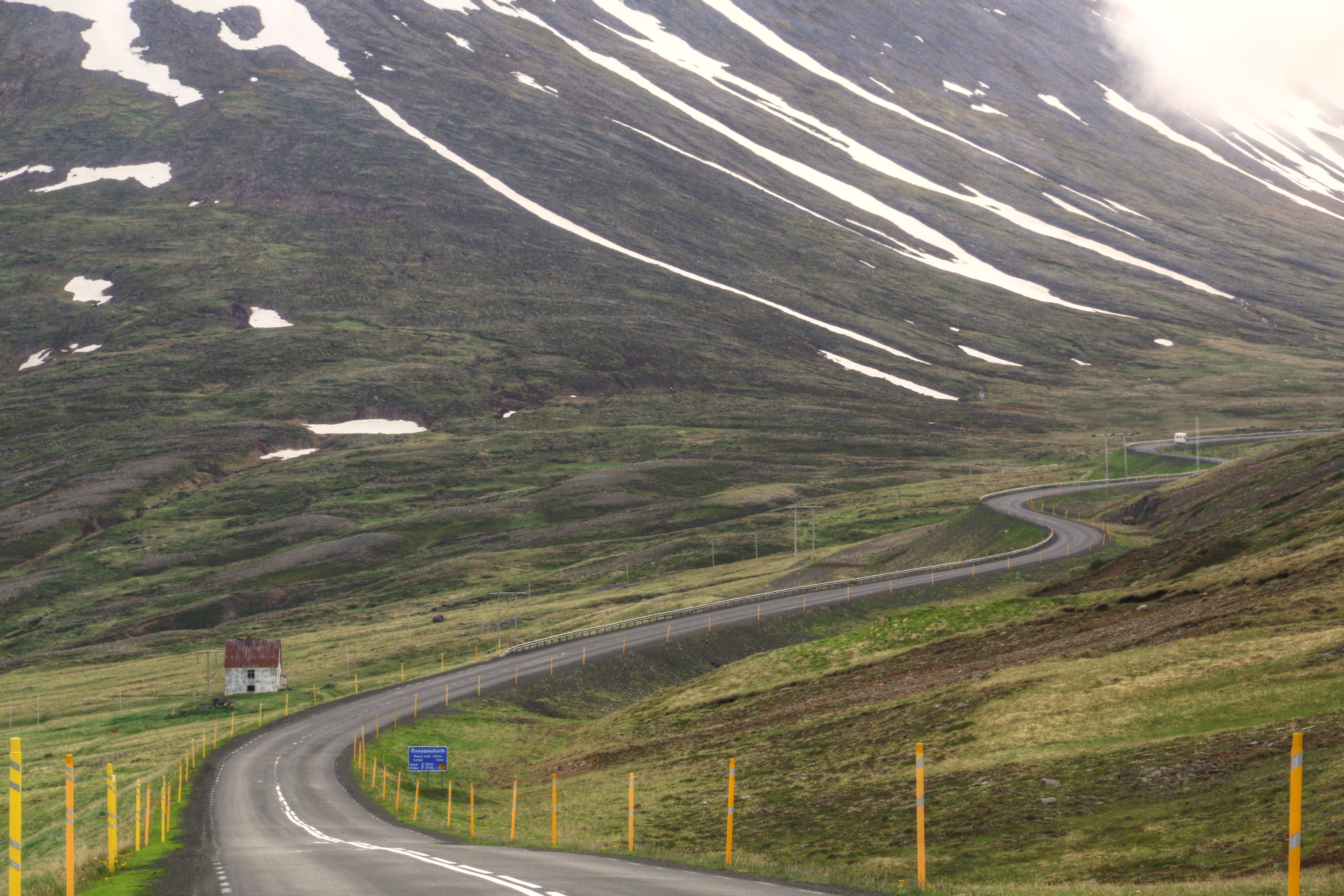